# 萨尼瓦蜥属
萨尼瓦蜥属是一种已灭绝的巨蜥，它们生活于始新世早期（约4800万年前）的北美绿河组。
模式种是saniwa ensigns长1.3米，而saniwa grandis可以长到2.1米，在1870年，美国地理学家ferdinand  vandveer Hayden在格兰杰,怀俄明州附近发现了第一只萨尼瓦蜥化石，异名有thinosaurus。

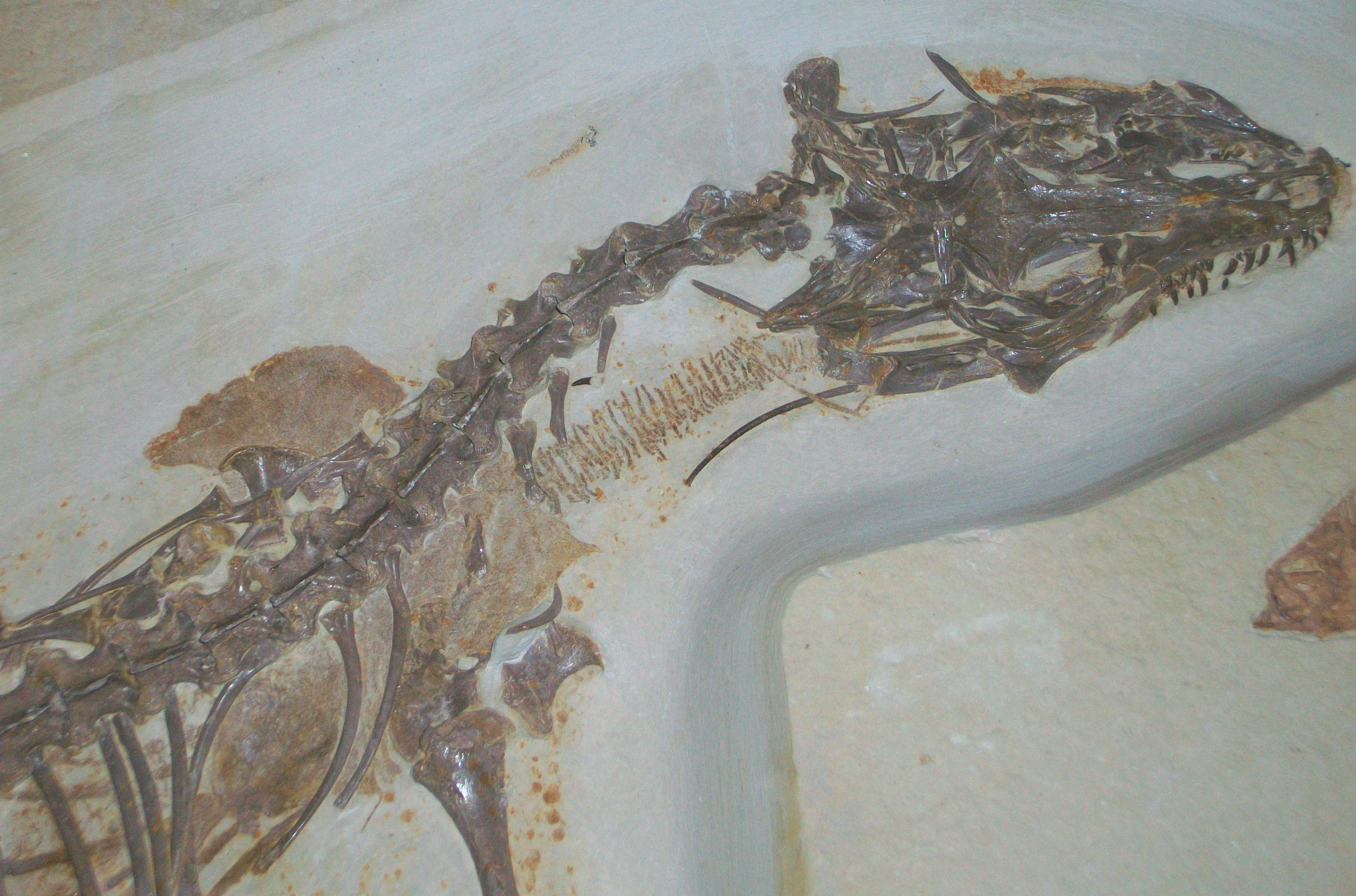
萨尼瓦蜥头骨